# Szczęście ty moje
Szczęście ty moje (ang. My Joy, ros. Счастье моё, ukr. Щастя моє) – niemiecko-holendersko-ukraiński dramat filmowy z 2010 roku w reżyserii Siergieja Łoznicy. Zdjęcia kręcono na Ukrainie (w obwodach sumskim i czernihowskim).

## Opis fabuły
Prowincjonalna Rosja. Zwykły letni dzień. Gieorgij, kierowca ciężarówki, ładuje towar i wyrusza w drogę. Podróż przerywa mu dwóch policjantów. Gdy podczas kontroli ich uwagę przykuwają inni zatrzymani kierowcy, Gieorgij ucieka z policyjnego posterunku. W ciężarówce czeka jednak na niego niespodziewany pasażer. Później jego miejsce zajmuje nastoletnia prostytutka, która pokazuje drogę na skróty przez wioskę, w której mieszka. Ostrzega jednak, że droga ta jest uważana za przeklętą. Po pewnym czasie ciężarówka się psuje, a trzej mężczyźni próbują ukraść towar. Wspólna biesiada przy ognisku przeradza się w tragiczny konflikt.

## Obsada
- Władimir Iwanow jako major z Moskwy
- Wiktor Niemiec jako Gieorgij
- Olga Szuwałowa jako nastoletnia prostytutka

i inni